# Pretty Visitors
«Pretty Visitors» es una canción de la banda británica Arctic Monkeys, presentada como la canción número 9 de su álbum de 2009, Humbug. Es notable por su introducción de órgano, y sus rápidas baterías, así como también su enigmática y rápida letra. Esta canción debutó en Australia y Nueva Zelanda en el Tour de Humbug, donde el cantante principal, Alex Turner, utiliza un Vox Super Continental Organ.
La canción se ha convertido en un favorito de los fanes de la banda, y además, fue planeada como sencillo de su disco, cosa que no llegó a suceder.